# Hylaeus mapirensis
Hylaeus mapirensis là một loài Hymenoptera trong họ Colletidae. Loài này được Schrottky mô tả khoa học năm 1910.